# Keith Bostic
Keith Bostic (né aux États-Unis le 26 juillet 1959) est un informaticien et hacker américain connu pour avoir travaillé sur la version libre du système d’exploitation BSD.

## Biographie
En 1986, Bostic intègre le Computer Systems Research Group (CRSG) au sein de l'université de Californie à Berkeley. Il est à cette occasion l'un des principaux hacker des systèmes BSD 4.4 et BSD 4.4-lite et travaille avec son équipe à combler les parties manquantes pour transformer BSD en un système d’exploitation complet et librement redistribuable. C'est durant cette période qu'il entre en contact avec Richard Stallman, lequel travaillait depuis 1983 à une autre implémentation libre d'UNIX appelée GNU. En juin 1989, la couche réseau de Berkeley est séparée du reste de la distribution, alors propriété d'AT&T, et distribuée selon les termes de la première version de la licence BSD. Ces composants réseau ainsi libérés sont intégrés au système GNU, et se retrouvent aujourd'hui dans GNU/Linux. mais aussi dans des systèmes propriétaires, la licence BSD permettant la réutilisation du code dans un projet non libre.
Keith Bostic est un acteur majeur dans le développement du système d'exploitation libre BSD, ce qui favorisera la création d'autres distributions BSD, parmi lesquelles FreeBSD, NetBSD et OpenBSD. Il est par ailleurs l'un des fondateurs de la société Berkeley Software Design (BSDi), laquelle a produit BSD/OS (connue aussi sous le nom de BSDi), une version propriétaire de BSD.
En 1996, il fonde avec son épouse Margo Seltzer la société Sleepycat Software pour développer le moteur de base de données Berkeley DB, lequel est distribué sous licence libre. En février 2006, sa société est rachetée par Oracle, où il a travaillé jusqu'en février 2008.
Bostic est par ailleurs l'auteur de nvi, une nouvelle implémentation de l'éditeur de texte vi.
Il est marié à Margo Seltzer.